# 黑人扭擺舞
黑人扭擺舞（英語：Black Bottom）是在1920年代爵士時代所流行的一種舞蹈。
黑人扭擺舞源於1900年代的新奧爾良，在1924年，《Dinah》的舞台表演將黑人扭擺舞引介給紐約大眾。在1926年和1927年，這個表演在紐約哈林區首演，爵士鋼琴演奏家傑利·羅爾·莫頓寫了「Black Bottom Stomp」這首歌曲（意指底特律下層階級的黑人），隨後黑人扭擺舞在全國快速流行起來，取代查爾斯頓舞成為當時最流行的舞蹈。